# زيزفون هولندي
الزيزفون الهولندي أو الجير كبير الورق أو زیرفون أو تيليا هو نوع من النباتات المزهرة في فصيلة الخبازية. إنها شجرة نفضية موطنها الأصلي معظم أنحاء أوربة، مثل جنوب غرب بريطانيا العظمى، وتنمو في التربة الغنية بالجير.

## الصور

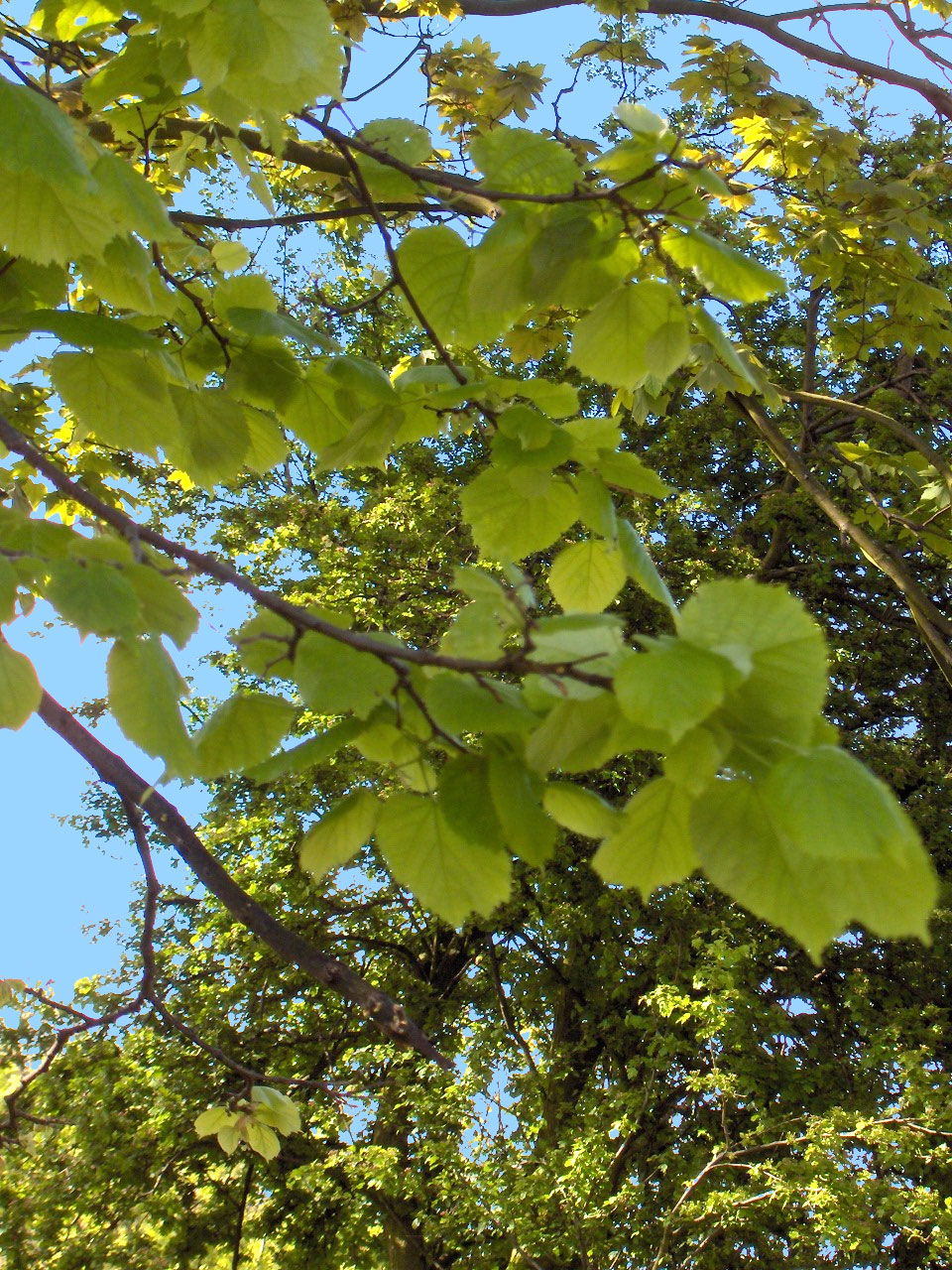
ورق
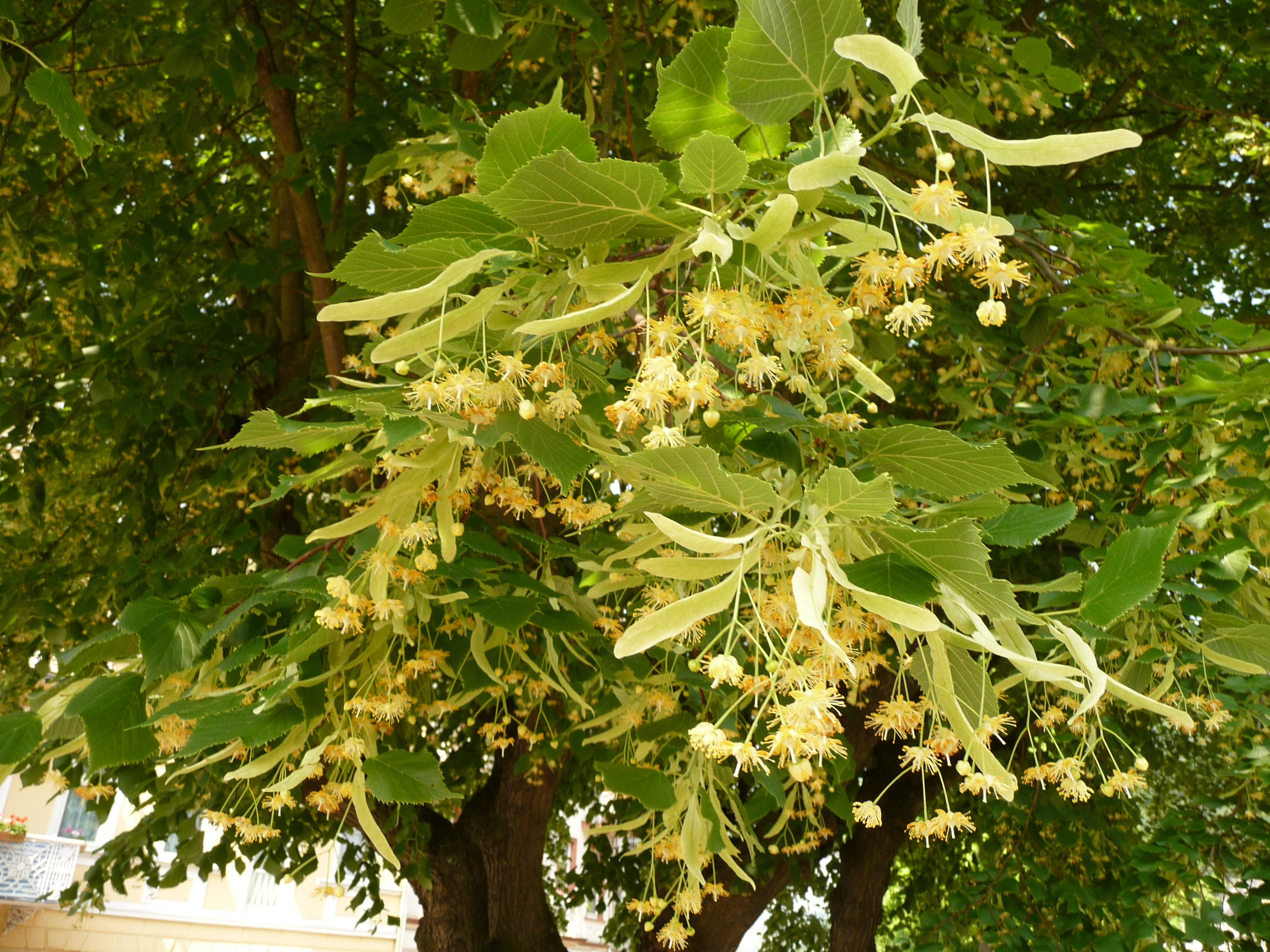
أزهار
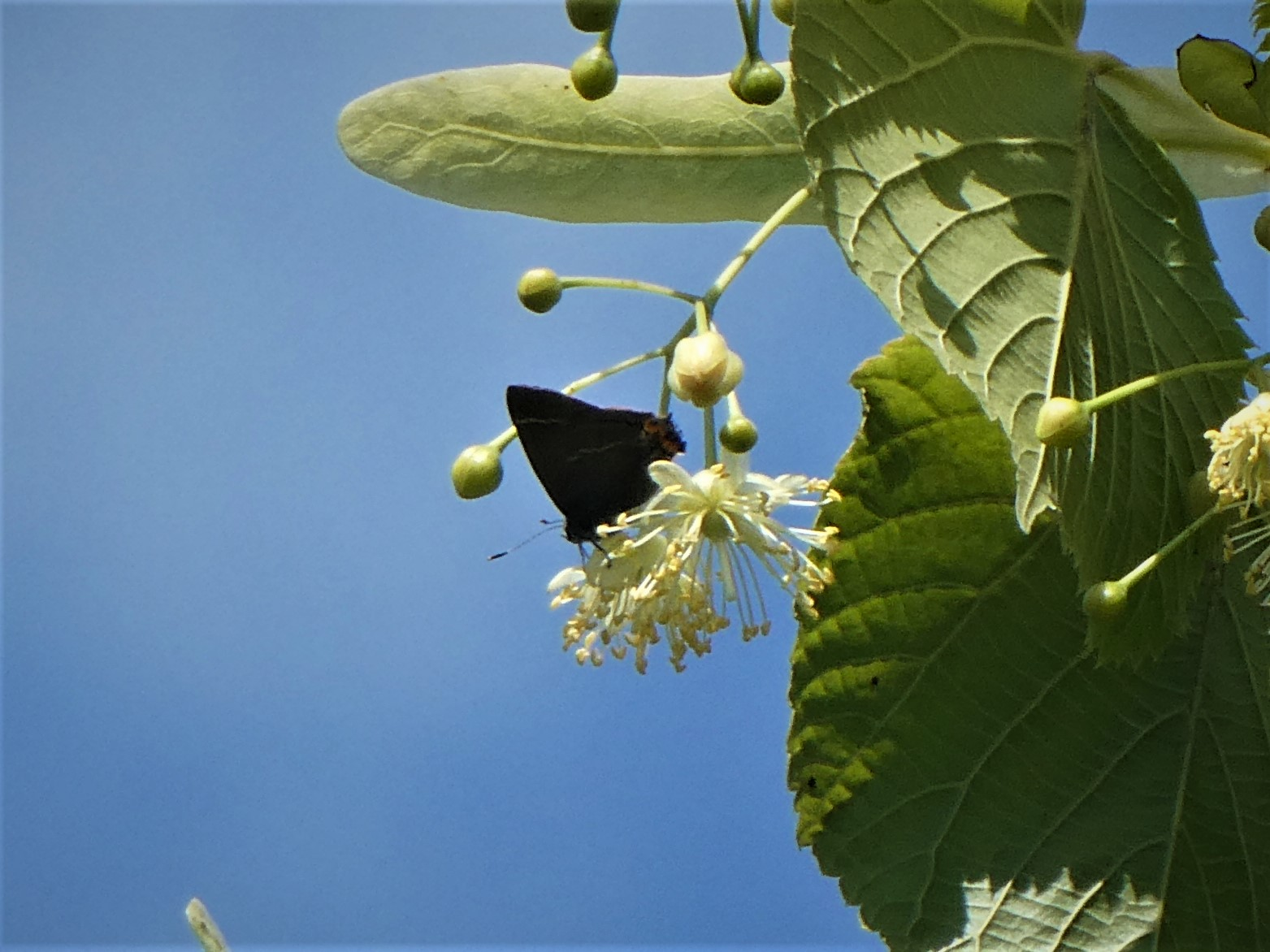
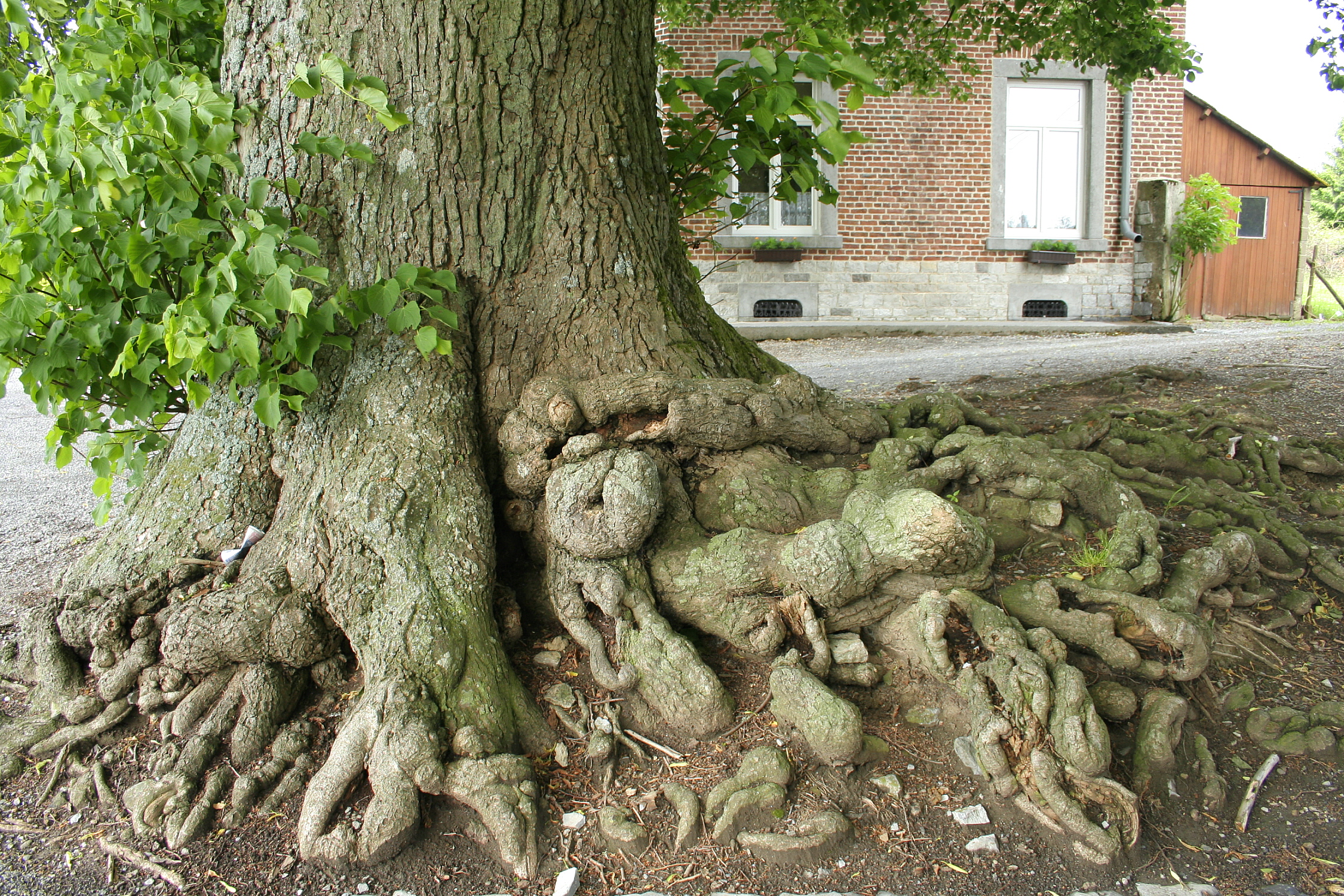
جذور
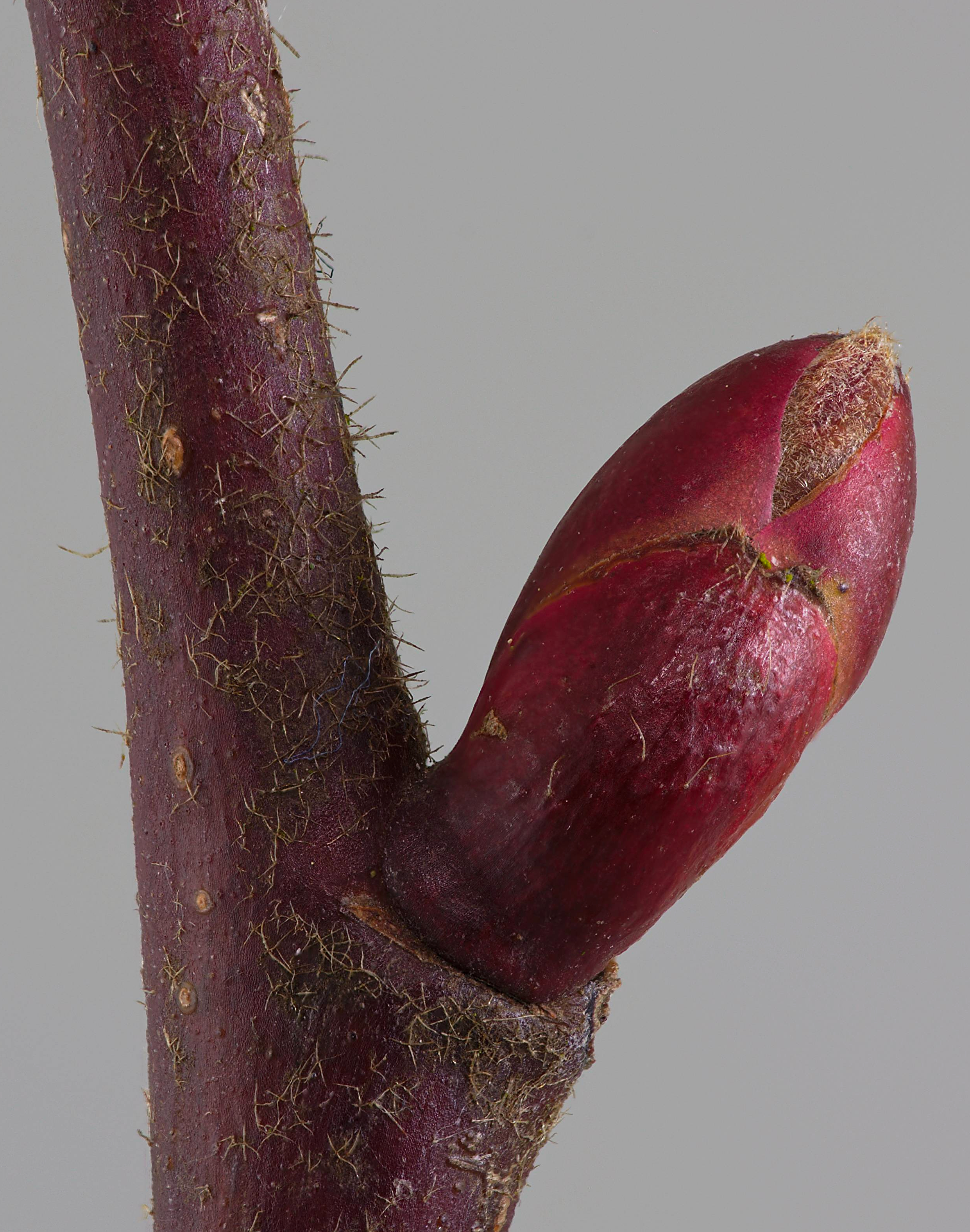
برعم